# Frumușica, Iași
Frumușica este un sat în comuna Mădârjac din județul Iași, Moldova, România.
Mânăstirea Bslș se află în localitate.